# 2MASX J17113906+7225063
2MASX J17113906+7225063 ist eine Galaxie im Sternbild Drache am Nordsternhimmel. Sie ist schätzungsweise 677 Millionen Lichtjahre von der Milchstraße entfernt und hat einen Durchmesser von etwa 95.000 Lichtjahren. Vom Sonnensystem aus entfernt sich das Objekt mit einer errechneten Radialgeschwindigkeit von näherungsweise 15.000 Kilometern pro Sekunde.
Im selben Himmelsareal befinden sich unter anderem die Galaxien NGC 6340, IC 1251, PGC 59908, PGC 2749762.